# Unión de Rugby de Buenos Aires
Die Unión de Rugby de Buenos Aires, allgemein als URBA bezeichnet, ist der Sportverband, der für Rugby Union in der Region Buenos Aires, Argentinien zuständig ist, so wie auch für die Rugby-Provinzmannschaft Buenos Aires in den nationalen Meisterschaften der argentinischen Provinzen, die von der Unión Argentina de Rugby organisiert werden.
Es ist der mächtigste Provinzverband Argentiniens und stellt mehr als die Hälfte der Spieler der Nationalmannschaft. Der Verband organisiert außerdem die Buenos Aires Rugby Union Liga, die wichtigste Provinzmeisterschaft Argentiniens, mit 80 Vereinen der Provinz und um die 250 wöchentlichen Spielen (alle Divisionen zusammengenommen).

## Buenos Aires Provinzmannschaft
Die Mannschaft von Buenos Aires, die stärkste der argentinischen Provinzmannschaften, gewann 30 von 59 Austragungen der Torneo Argentino. Sie hat auch einige internationale Spiele absolviert, von denen im Folgenden die wichtigsten Resultate der letzten Jahre aufgeführt sind:
- 1999: Buenos Aires 31 - 29 Wales
- 1998: Buenos Aires 36 - 22 Frankreich
- 1997: Buenos Aires 23 - 21 England
- 1996: Buenos Aires 29 - 26 Frankreich
- 1993: Buenos Aires 28 - 27 Südafrika
- 1990: Buenos Aires 26 - 23 England

## Buenos Aires Liga
Die regionale Liga von Buenos Aires, gewöhnlich als Torneo de la URBA bezeichnet, wird seit 1899 von Mannschaften der Provinz ausgetragen. Die beiden erfolgreichsten Vereine sind Club Atlético San Isidro (CASI) und San Isidro Club (SIC) mit 33 bzw. 26 Titeln. Die folgende Liste beinhaltet alle bisherigen Meister:
| - 1899 Lomas A.C. - 1900 Buenos Aires - 1901 Buenos Aires - 1902 Buenos Aires - 1903 Buenos Aires - 1904 Buenos Aires - 1905 Atlético del Rosario - 1906 Atlético del Rosario - 1907 Belgrano - 1908 Buenos Aires - 1909 Buenos Aires - 1910 Belgrano - 1911 GEBA - 1912 GEBA - 1913 Lomas - 1914 Belgrano - 1915 Buenos Aires - 1917 CASI - 1918 CASI - 1920 CASI - 1921 CASI - Belgrano * - 1922 CASI - 1923 CASI - 1924 CASI - 1925 CASI - 1926 CASI - 1927 CASI - 1928 CASI - 1929 CASI - 1930 CASI - 1931 CUBA - 1932 GEBA - 1933 CASI - 1934 CASI - 1935 Atlético del Rosario - 1936 Belgrano - 1937 Old Georgians - 1938 Old Georgians - 1939 Old Georgians - GEBA - SIC * - 1940 Belgrano - Olivos * | - 1941 SIC - 1942 CUBA - 1943 CASI - 1944 CUBA - 1945 CUBA - 1946 Pucará - 1947 CUBA - 1948 SIC - 1949 CASI - CUBA * - 1950 CUBA - Pucará - 1951 CUBA - 1952 CUBA - 1953 Obras Sanitarias - 1954 CASI - 1955 CASI - 1956 CASI - 1957 CASI - 1958 Buenos Aires - 1959 Buenos Aires - 1960 CASI - 1961 CASI - 1962 CASI - 1963 Belgrano - 1964 CASI - 1965 CUBA - 1966 Belgrano - 1967 Belgrano - CASI * - 1968 Belgrano - CUBA * - 1969 CUBA - 1970 CUBA - SIC * - 1971 SIC - 1972 SIC - 1973 SIC - 1974 CASI - 1975 CASI - 1976 CASI - 1977 SIC - 1978 SIC - 1979 SIC - 1980 SIC | - 1981 CASI - 1982 CASI - 1983 SIC - 1984 SIC - 1985 CASI - 1986 SIC - Banco Nación * - 1987 SIC - 1988 SIC - 1989 Alumni - Banco Nación * - 1990 Alumni - 1991 Alumni - 1992 Alumni - 1993 SIC - 1994 SIC - 1995 La Plata - 1996 Hindú Club - Atlético del Rosario * - 1997 SIC - 1998 Hindú Club - 1999 SIC - 2000 Atlético del Rosario - 2001 Alumni - 2002 SIC - 2003 SIC - 2004 SIC - 2005 CASI - 2006 Hindú Club - 2007 Hindú Club - 2008 Hindú Club - 2009 Hindú Club - 2010 SIC - 2011 SIC - 2012 Hindú Club - 2013 CUBA - 2014 Hindú Club - 2015 Hindú Club - 2016 Belgrano - 2017 Hindú Club - 2018 Alumni - 2019 SIC |

* mehr als ein Meister in dieser Saison

## Statistik
| Verband              | Meisterschaften |
| -------------------- | --------------- |
| CASI                 | 33              |
| SIC                  | 26              |
| CUBA                 | 14              |
| Belgrano             | 11              |
| Buenos Aires         | 10              |
| Hindú Club           | 10              |
| Alumni               | 6               |
| Atlético del Rosario | 5               |
| GEBA                 | 4               |
| Old Georgians        | 3               |
| Lomas                | 2               |
| Pucará               | 2               |
| Banco Nacion         | 2               |
| La Plata             | 1               |
| Obras Sanitarias     | 1               |
| Olivos               | 1               |